# Бакарджиева, Десислава
Десисла́ва Ивано́ва Бакарджи́ева (болг. Десислава Иванова Бакърджиева; род. 4 декабря 1978, София, Болгария) — болгарская актриса театра, кино и телевидения. Окончила НАТФА. Она также получила степень магистра в области медиа-информации, рекламы и производства в Университете библиотековедения и информационных технологий и степень доктора философии. Она также специализируется на режиссуре фильмов.

## Биография
Родилась 4 декабря 1978 года в городе София.
Сдавала экзамены в театральной студии профессора Венцислава Кисова при Новом драматическом театре «Слёзы и смех», куда была принята. В том же году начала озвучивать детские сказки в программе «Христо Ботев» на Болгарском национальном радио под руководством Минчо Сабева. В 1997 году сдала актёрские экзамены в Национальной академии театрального и киноискусства «Крастё Сарафов» и была принята в класс проф. Энчо Халачева, о котором актриса всегда отзывается с большой любовью и уважением. Проф. Халачев рассказывает, что она научилась не сдаваться; не наблюдать за собой... Он описывает её как интересного и очень хорошего человека.
После окончания курсов актёрского мастерства она отправилась в Берлин, где в течение двух лет стажировалась у стилистов Рене Коха и Криолана.
Участвовала в выставке "Видимость".
В 2013 году защитила диссертацию на тему: «Киноиндустрия в современной информационной среде. Преобразования и взаимодействия».
В 2015 году окончила факультет кинорежиссуры у проф. Дочо Боджакова.
Обладатель чёрного пояса по карате.

## Личная жизнь
Возлюбленный Филипп умер от COVID-19.
Две дочери: Анна-Мария и Вивиан.

## Профессиональная карьера
В 1999 году под руководством профессоров Ивана Добчева и Григора Антонова вышел в свет её первый моноспектакль «Не я» по пьесе Сэмюэля Беккета.
На её счёту более 30 театральных ролей в Театре слёз и смеха, Национальном театре имени Ивана Вазова, Театре-мастерской Сфумато и многих других.
Играет в сериалах, среди которых: «Украденная жизнь», «Семья» Димитара Гочева, «Стеклянный дом», «Зеркало дьявола», «Она и он», «Церковь для волков», «Клуб НЛО», «Вечернее шоу Азиса». Являлась ведущей популярного шоу «Болгарский топ-100».
Десислава Бакарджиева стала популярной после участия в сериале бТВ «Стеклянный дом», где она сыграла роль секретарши Нелли.
В 2016 году озвучивает Дестини в дубляже мультфильма «В поисках Дори».
Преподаёт в Университете библиотековедения и информационных технологий (УниБИТ).
В 2020 г. участвует в организационном и научном комитете 18-й конференции "ОБЩЕСТВОТО НА ЗНАНИЕТО И ХУМАНИЗМЪТ НА ХХІ ВЕК" .

## Фильмография

### Фильмы[3]
- «Алеф» (2000, реж. Джанни Лепре) — учительница
- «Путешествие к морю» (2001, реж. Станислав Дончев) — Ралица
- «Зеркало дьявола» (2001, реж. Николай Волев) — Анета
- «Хитмэн» (2007, реж. Ксавье Жанс) — новостной репортёр

### Телевидение
- «Церковь для волков»
- «Форте — 100 лучших в Болгарии», БНТ
- «Она и Он», БТВ
- «Клуб НЛО», БНТ
- «Вечернее шоу Азиса», Pro BG
- «Стеклянный дом», БТВ — Нелли Иванова
- «Семья», БТВ, 2013—2015 — Диана Арнаудова[11]
- «Украденная жизнь», NOVA, 2016—2019 — Доктор Лора Хинова[11][18]

### Театр
- «Ромео и Джульетта» (У. Шекспир) — Кормилица
- «Враг» (Ст. Л. Костов[болг.]) — Босилка
- «Колокола Преспы» (Д. Талев) — Катерина
- «Иванов» (А. П. Чехов) — Анна Петровна
- «Король-олень» — (К. Гоцци) — Клариса[4]

## Научные работы
- Цифровые модели в киноиндустрии в начале XXI века. Инструменты и технологии, 2015[19]
- Медиаконвергенция: производство и сценаристика, София, 352 с., 2019 г. ISBN 978-619-185-380-9[20].
- Распространение фильмов, или стриминг, в онлайн-среде - современное состояние, тенденции и развитие, 2020[17].